# Slaget vid Jeriko
Slaget vid Jeriko var ett slag som återberättas i Gamla testamentet och Toran, då i Josua-boken. Slaget skall ha varit israeliternas första slag i erövringen av Kanaan. Enligt Josua 6:1–27 skall Jerikos murar ha fallit efter att israeliterna varje dag i sex dagar marscherade runt dem en gång. På den sjunde dagen marscherade de runt murarna sju gånger och de blåste sedan i sina trumpeter vilket fick murarna att falla. Tell es-Sultan tros vara platsen för det forna Jeriko men utgrävningar på platsen har inte bekräftat något i israeliternas historia och det är möjligt att berättelsen uppkommit som propaganda använd av senare Israeliska kungar. Den amerikanske arkeologen William G. Dever har till exempel sagt att historien är "helt påhittad".

## Slaget enligt Bibeln
Josuaboken berättar om hur israeliterna efter uttåget ur Egypten återerövrade Kanaan. Josua, som är israeliternas konung skickar ut två spejare till Jeriko som var den första staden israeliterna ville erövra. I Jeriko fick spionerna veta att befolkningen där var rädda för israeliterna och deras gud och de bestämde sig för att belägra staden. Belägringen varade i en vecka och varje dag gick den israelitiska armén ett varv runt stadsmurarna tillsammans med sina 7 präster som bar förbundsarken. På den sjunde dagen gick armén sju varv runt stadsmuren och prästerna blåste sedan i sina gethorn. Efter det gav israeliterna ett krigsvrål och Jerikos murar kollapsade. Följande "Herem" (guds lag) dräpte de sedan alla män, kvinnor, barn, oxar, får och åsnor i Jeriko med undantag för Rahab (en prostituerad som hjälpt de israelitiska spejarna att gömma sig), hennes föräldrar, bröder och "De som tillhörde henne". Efter att israeliterna bränt ned staden la Josua en förbannelse över platsen som innebar att den som försökte bosätta sig där skulle förlora sitt förstfödda och sitt yngsta barn. 

## Ursprung och historia
1868 identifierade den brittiske generalen Charles Warren Tell es-Sultan som platsen för Jeriko. Den brittiske arkeologen John Garstang gjorde sedan utgrävningar av platsen mellan 1930 och 1936 och påträffade då ett nätverk av kollapsade murar som han daterade till 1400-talet f.Kr. och han menade att det gav grund för att åtminstone del av berättelsen var sann. 1952–1958 gjorde den brittiske arkeologen Kathleen Kenyon en ny utgrävning av Tell es-Sultan och hon fann då bevis för att murarna fallit redan 1500 f.Kr. under en väldokumenterad egyptisk kampanj och att staden sedan övergavs. Vidare Kol-14 tester av Kenyon's fynd har visat i att murarna kollapsat runt 1600–1500-talet f.Kr., möjligen innan egyptiska kampanjer mot området och att det sedan under en kort period fanns en mindre by på platsen som efter en tid övergavs.

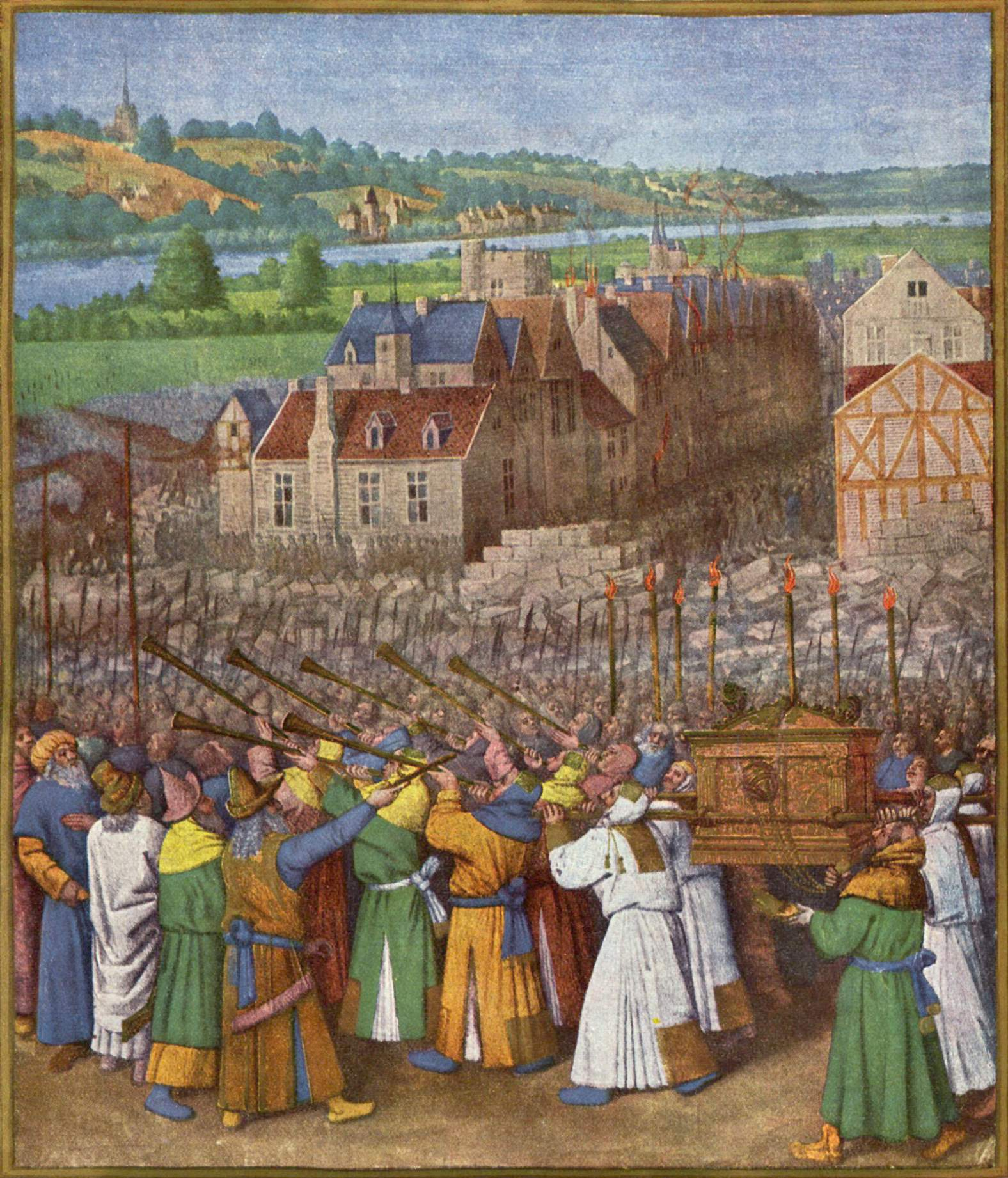
Slaget vid Jeriko av Jean Fouquet.

De flesta forskare är idag överens om att slaget vid Jeriko aldrig inträffat och att det historiska värdet i Josuaboken är väldigt liten. Boken skrevs långt efter den tid den berättar om och dess huvudsyfte verkar vara att ge en teologisk förklaring till kungadömet Israels uppkomst. Berättelsen om Jeriko och den kananitiska erövringen visar tidstypisk propaganda för de israelitiska kungarnas anspråk på makten i kungadömet Israel efter den assyriska fångenskapen och den första versionen av Josuaboken skrevs under kung Josia (640–609 f.Kr.). Boken reviderades senare och färdigställdes först efter Jerusalems fall till Babylon och den babyloniska fångenskapen.